# Manuel Isidro Méndez
Manuel Isidro Méndez Rodríguez (Navia, 15 de mayo de 1882-18 de abril de 1972), fue un historiador cubano. Su labor historiográfica se destaca por ser el primer Biógrafo de José Martí y uno de los iniciales divulgadores de la obra martiana, tanto en Cuba como en el extranjero. Asturiano de nacimiento, vivió en Cuba, y en particular en la ciudad de Artemisa durante más de 20 años y fue declarado "Hijo Adoptivo de esa ciudad". 

## Vida
Nació en Asturias, España, el 15 de mayo de 1882, hijo de comerciante de barcos. Su padre había estado en Cuba como Voluntario del ejército español.  
Tuvo una formación autodidacta, que incluyó el conocimiento de varios idiomas. Llegó a La Habana el 7 de diciembre de 1896, día en que cayera el General del Ejército Libertador cubano Antonio Maceo. Posteriormente se estableció en Santiago de Cuba. Después se radicó en Artemisa, entonces provincia de Pinar del Río, donde residió desde 1901 hasta 1923, y laboró en el sector de la ferretería, además de consagrarse a su superación cultural. En 1918 pronunció su primer discurso sobre José Martí en el Centro Obrero de aquella localidad. 
Entre 1923 y 1936 se estableció en España, donde participó activamente en las tertulias del Ateneo de Madrid, con Miguel de Unamuno, Antonio Machado, Ramón María del Valle Inclán, Azorín y Pío Baroja, entre otros destacados representantes de la cultura ibérica, a la vez que intervenía en las tribunas y colaboraba con diferentes órganos de prensa. Por aquel entonces intervino en numerosas reuniones literarias, como las tertulias de El Gato Negro, en el mismo Madrid, donde promovía de manera permanente el tema de la figura de José Martí, valorándolo como precursor del Modernismo, a través de la lectura de sus versos, así como realzando su patriotismo, la agudeza de su crítica, su elocuencia y la brillantez de sus discursos. 
Al estallar la guerra civil española, y como resultado de su labor de apoyo al Frente Popular, se vio obligado a exiliarse, por lo cual retornó a Cuba, en 1936.
Fallece en La Habana, el 18 de abril de 1972.

## Obra
En 1924 recibió el premio concedido por el Real Consistorio del Gay Saber de Madrid, por su estudio biográfico sobre José Martí, la primera Biografía del prócer independentista cubano y de su pensamiento revolucionario universal en el Siglo XIX, la cual se publicaría al año siguiente. Durante este tiempo, colaboró con diferentes órganos de prensa asturianos, como Vida Galante, El Correo Español, El Cojo Ilustrado, Crónicas de Asturias, El Noroeste de Gijón, El Porvenir Asturiano, El Río Navia, El Romance de Navia, La Semana Naviense, entre otros.
En 1938, ya en Cuba, escribió su obra titulada "Martí. Estudio crítico-biográfico", con la cual obtuvo el segundo lugar en el Concurso Literario Inter-americano de la Comisión Central Pro-monumento a Martí, efectuado en La Habana al año siguiente, y publicada en 1941.  
Colaboró en diversas publicaciones como: La Libertad y El Ideal, de Artemisa; Orto, de Manzanillo, Oriente; así como Bohemia, Carteles, Revista Bimestre Cubana, Diario de la Marina, El País, Revista de la Biblioteca Nacional, Fragua Martiana y La Rosa Blanca, de La Habana. Compiló El Ideario de Martí, editado en La Habana por Cultural, durante 1930, así como tuvo a su cargo la coordinación, el prólogo y la síntesis biográfica de las Obras Completas de Martí, en dos tomos, publicadas por la Editorial Lex, también de La Habana, en 1946. 
Es suya la primera "Historia de Artemisa".,
Se mantuvo vinculado a la labor y producción intelectual hasta una avanzada edad.

## Distinciones
Se le declaró Hijo Adoptivo de Artemisa, en acto público efectuado el 28 de julio de 1940, y al cual concurrieron personalidades de la talla de Fernando Ortiz y Emilio Roig de Leuschenring entre otros. Ese mismo año, el 25 de junio, en La Habana se constituyó la Sociedad Cubana de Estudios Históricos e Internacionales, a cuya directiva perteneció desde sus inicios, y presentó importantes trabajos en gran parte de los 13 congresos efectuados entre 1942 y 1960.
En 1944 fue acreedor a la condecoración Orden de Mérito, con motivo del 125 aniversario del natalicio de Carlos Manuel de Céspedes y Quesada. Presidió el Congreso de Escritores Martianos, efectuado en 1953. Formó parte de la directiva de la Institución Hispanoamericana de Cultura, así como de la Academia de Historia de Cuba.